# ساندرو سيميدو
ساندرو سيميدو هو لاعب كرة قدم برتغالي في مركز نصف الجناح، ولد في 3 ديسمبر 1996 في البرتغال. لعب مع نادي تشيلمسفورد ونادي ليتون أورينت.

## وصلات خارجية
- ساندرو سيميدو على موقع قاعدة بيانات كرة القدم.إي يو (الإنجليزية)
- ساندرو سيميدو على موقع Soccerbase.com (لاعب) (الإنجليزية)
- ساندرو سيميدو على موقع Soccerway.com (الإنجليزية)